# Nổ súng tại cao đẳng dạy nghề OAED
Vụ nổ súng tại cao đẳng dạy nghề OAED là một vụ nổ súng trong trường học xảy ra ngày 10 tháng 4 năm 2009 tại trường cao đẳng dạy nghề Tổ chức Việc làm Nhân lực Hy Lạp (OAED) ở Ajos Ioannis Rendis, Athena, Hy Lạp, khi một tay súng bắn một học sinh và hai thường dân trước khi tự bắn mình ở một công viên gần đó. Thủ phạm là học sinh năm thứ hai 19 tuổi, gốc Gruzia, Dimitris Patmanidis đang học ngành điện tử xe hơi. Đây là sự kiện nổ súng đầu tiên tại Hy Lạp.

## Diễn biến
Dimitris Patmanidis xông vào trường học lúc 8:45 sáng 10 tháng 4 và bắn nạn nhân. Tay súng bắn người bạn học 4 phát. Sau khi nổ súng nhắm vào nạn nhân trong trường, người này bắn tiếp hai nhân viên tại một cửa hàng định chặn đường y lại. Sau đó, hắn chạy ra công viên gần trường, tại đây, hắn tự bắn vào đầu.
Một sinh viên 18 tuổi bị thương nặng và hai người đàn ông ở gần khu vực này cũng bị bắn. Cả ba được đưa tới bệnh viện. Vụ nổ súng được cho là chưa có tiền lệ tại quốc gia Địa Trung Hải này. Tay súng trong tình trạng nguy kịch và chuẩn bị được phẫu thuật, nhưng sau đó đã chết trong bệnh viện.

### Động cơ
Thủ phạm cầm hai khẩu súng và cảnh sát tìm thấy một con dao trong túi của y. Theo cảnh sát, Dimitris có lẽ tin rằng nạn nhân có liên quan trực tiếp tới các vụ trêu chọc anh ta. Dimitris được xác định là người nhập cư từ vùng ly khai Abkhazia của Gruzia. Anh ta cũng để lại tờ giấy nói rằng bạn học hay trêu chọc y. "Hắn nói rằng không thể chịu đựng được nữa", phát ngôn viên cảnh sát Panayiotis Stathis nói. "Có vẻ như động cơ của người này là trả thù".